# Episodi di Holby City (diciassettesima stagione)
La diciassettesima stagione della serie televisiva Holby City è stata trasmessa in anteprima nel Regno Unito da BBC One tra il 14 ottobre 2014 e il 6 ottobre 2015.
| nº | Titolo originale                    | Titolo italiano | Prima TV UK       | Prima TV Italia |
| -- | ----------------------------------- | --------------- | ----------------- | --------------- |
| 1  | Not Waving But Drowning             |                 | 14 ottobre 2014   |                 |
| 2  | Bounce Back                         |                 | 21 ottobre 2014   |                 |
| 3  | The Science of Imaginary Solutions  |                 | 28 ottobre 2014   |                 |
| 4  | Chaos in Her Wings                  |                 | 4 novembre 2014   |                 |
| 5  | We Must Remember This               |                 | 11 novembre 2014  |                 |
| 6  | Severed                             |                 | 18 novembre 2014  |                 |
| 7  | Flesh and Blood                     |                 | 25 novembre 2014  |                 |
| 8  | I Am What I Am Not                  |                 | 2 dicembre 2014   |                 |
| 9  | Estel                               |                 | 9 dicembre 2014   |                 |
| 10 | Star of Wonder                      |                 | 16 dicembre 2014  |                 |
| 11 | I Will Honour Christmas in My Heart |                 | 23 dicembre 2014  |                 |
| 12 | Should Auld Acquaintance Be Forgot  |                 | 30 dicembre 2014  |                 |
| 13 | Brand New You                       |                 | 6 gennaio 2015    |                 |
| 14 | Wages of Sin                        |                 | 13 gennaio 2015   |                 |
| 15 | Sucker Punch                        |                 | 20 gennaio 2015   |                 |
| 16 | Good Girls Don't Lie                |                 | 27 gennaio 2015   |                 |
| 17 | The Beat Goes On                    |                 | 3 febbraio 2015   |                 |
| 18 | Love Divided by Three               |                 | 10 febbraio 2015  |                 |
| 19 | Be Bold, Be Bold                    |                 | 17 febbraio 2015  |                 |
| 20 | Domino Effect                       |                 | 24 febbraio 2015  |                 |
| 21 | Trust in Me                         |                 | 3 marzo 2015      |                 |
| 22 | Blindside                           |                 | 10 marzo 2015     |                 |
| 23 | We Have the Technology              |                 | 17 marzo 2015     |                 |
| 24 | Rock and a Hard Place               |                 | 24 marzo 2015     |                 |
| 25 | The Last Time I Saw You             |                 | 31 marzo 2015     |                 |
| 26 | Squeeze the Pips                    |                 | 7 aprile 2015     |                 |
| 27 | Go the Distance                     |                 | 14 aprile 2015    |                 |
| 28 | All About Evie                      |                 | 21 aprile 2015    |                 |
| 29 | Small Disappointments               |                 | 28 aprile 2015    |                 |
| 30 | Homecoming                          |                 | 5 maggio 2015     |                 |
| 31 | Lifelines                           |                 | 12 maggio 2015    |                 |
| 32 | The Ides of March                   |                 | 19 maggio 2015    |                 |
| 33 | All Coming Back to Me Now           |                 | 26 maggio 2015    |                 |
| 34 | Tug of Love                         |                 | 2 giugno 2015     |                 |
| 35 | When a Man Loves a Woman            |                 | 9 giugno 2015     |                 |
| 36 | The Children of Lovers              |                 | 16 giugno 2015    |                 |
| 37 | Spiral Staircases                   |                 | 23 giugno 2015    |                 |
| 38 | Losing Control of the Wheel         |                 | 30 giugno 2015    |                 |
| 39 | Beneath a Mask                      |                 | 7 luglio 2015     |                 |
| 40 | U-Turn                              |                 | 14 luglio 2015    |                 |
| 41 | Family Fortunes                     |                 | 21 luglio 2015    |                 |
| 42 | Return to Innocence                 |                 | 28 luglio 2015    |                 |
| 43 | A Good Man                          |                 | 4 agosto 2015     |                 |
| 44 | Speak True                          |                 | 11 agosto 2015    |                 |
| 45 | Beautiful                           |                 | 18 agosto 2015    |                 |
| 46 | Infallible                          |                 | 25 agosto 2015    |                 |
| 47 | Man of Conscience                   |                 | 1º settembre 2015 |                 |
| 48 | An Eye for an Eye                   |                 | 8 settembre 2015  |                 |
| 49 | Shockwaves                          |                 | 15 settembre 2015 |                 |
| 50 | At First I Was Afraid               |                 | 22 settembre 2015 |                 |
| 51 | Cover Story                         |                 | 29 settembre 2015 |                 |
| 52 | Ever After                          |                 | 6 ottobre 2015    |                 |